# Сариярви (озеро, бассейн Толвайоки)
Са́рия́рви (Сари-ярви; фин. Saarijärvi) — озеро на территории Лоймольского сельского поселения Суоярвского района Республики Карелия.

## Общие сведения
Площадь озера — 1,7 км². Располагается на высоте 174,0 метров над уровнем моря.
Форма озера продолговатая: вытянуто с север на юг. Берега каменисто-песчаные, местами заболоченные.
Озеро является промежуточным звеном в цепочке озёр, конечным из которых является озеро Ала-Толваярви:
Хирвасъярви → Толвоярви → Юриккаярви → Сариярви → Юля-Толваярви → Сарсаярви → Ала-Толваярви. Из озера Ала-Толваярви вытекает река Толвайоки, которая впадает в озеро Виксинселькя, из которого, далее, через реку Койтайоки воды, протекая по территории Финляндии, в итоге попадают в Балтийское море.
В озере не менее десятка безымянных островов различной площади, однако их количество может варьироваться в зависимости от уровня воды.
С востока от озера проходит лесная дорога.
Название озера переводится с финского языка как «озеро с островами».
Код объекта в государственном водном реестре — 01050000111102000011691.